# As-Safsafa (Tartus)
As-Safsafa (arab. الصفصافة) – miasto w Syrii, w muhafazie Tartus. W 2004 roku liczyło 6011 mieszkańców.